# Zadworze (województwo mazowieckie)
Zadworze – zniesiona wieś w Polsce położona w województwie mazowieckim, w powiecie żyrardowskim, w gminie Puszcza Mariańska.
Wieś istniała do 2011 r. - nazwa zniesiona, teren włączony do wsi Wygoda, mimo że leży przy samym Bierniku.
W latach 1975–1998 miejscowość należała administracyjnie do województwa skierniewickiego.